# Hyby kyrka
Hyby kyrka eller Hyby nya kyrka är en kyrkobyggnad i Hyby. Den tillhör Värby församling i Lunds stift.

## Kyrkobyggnaden
Kyrkan byggdes 1877 och ersatte Hyby gamla kyrka som förstörts i en brand. Den nya kyrkan byggdes som en basilika i tegel och lades en bit ifrån den gamla. Arkitekten bakom kyrkan var Ludvig Fenger. Den har torn i öst och kor i väst, i motsats till många andra kyrkor.
Kyrkan vilar på en sockel av granit och har väggar av maskinslaget tegel.
Kyrkogården inhägnas av häck och kallmur.

## Inventarier
- Dopfunten av granit är troligen samtida med nuvarande kyrka.
- Predikstolen med baldakin av ekådrat trä med svartmålade detaljer är samtida med nuvarande kyrka.

### Orgel
- Orgeln som är samtida med kyrkan byggdes 1877 av Knud Olsen, Köpenhamn och är mekanisk. Den är renoverad och omdisponerad 1968 av Immanuel Starup & søn, Köpenhamn.

| Hovedværk I       | Præludereværk II  | Pedal        | Koppel |
| Principal 8'      | Gedakt 8'         | Subbas 16´   | I/P    |
| Rørfløjt 8'       | Fugara 8'         | Principal 8´ | II/I   |
| Viola di Gamba 8' | Fløjt 4'          | Octav 4'     |        |
| Octav 4'          | Valdfløjt 2'      | Basun 16'    |        |
| Quint 2 2/3'      | Crescendosvällare |              |        |
| Octav 2'          |                   |              |        |
| Mixtur III        |                   |              |        |
| Trompet 8'        |                   |              |        |